# Nassim Nisr
Nassim Nisr, né en 1968 au Liban, est un citoyen israélien. Sa mère est juive et son père musulman. Il est arrêté en 2002 par Israël pour avoir été envoyé en réalité en Israël pour infiltrer la société israélienne par le Hezbollah. Il fait partie des exigences du Hezbollah lors du conflit israélo-libanais de 2006. Il a été libéré le 1er juin 2008 après des négociations indirectes entre Israël et le Hezbollah et en échange de restes de cadavres de soldats israéliens laissés au sud du Liban lors des combats de 2006.